# Chris Harman

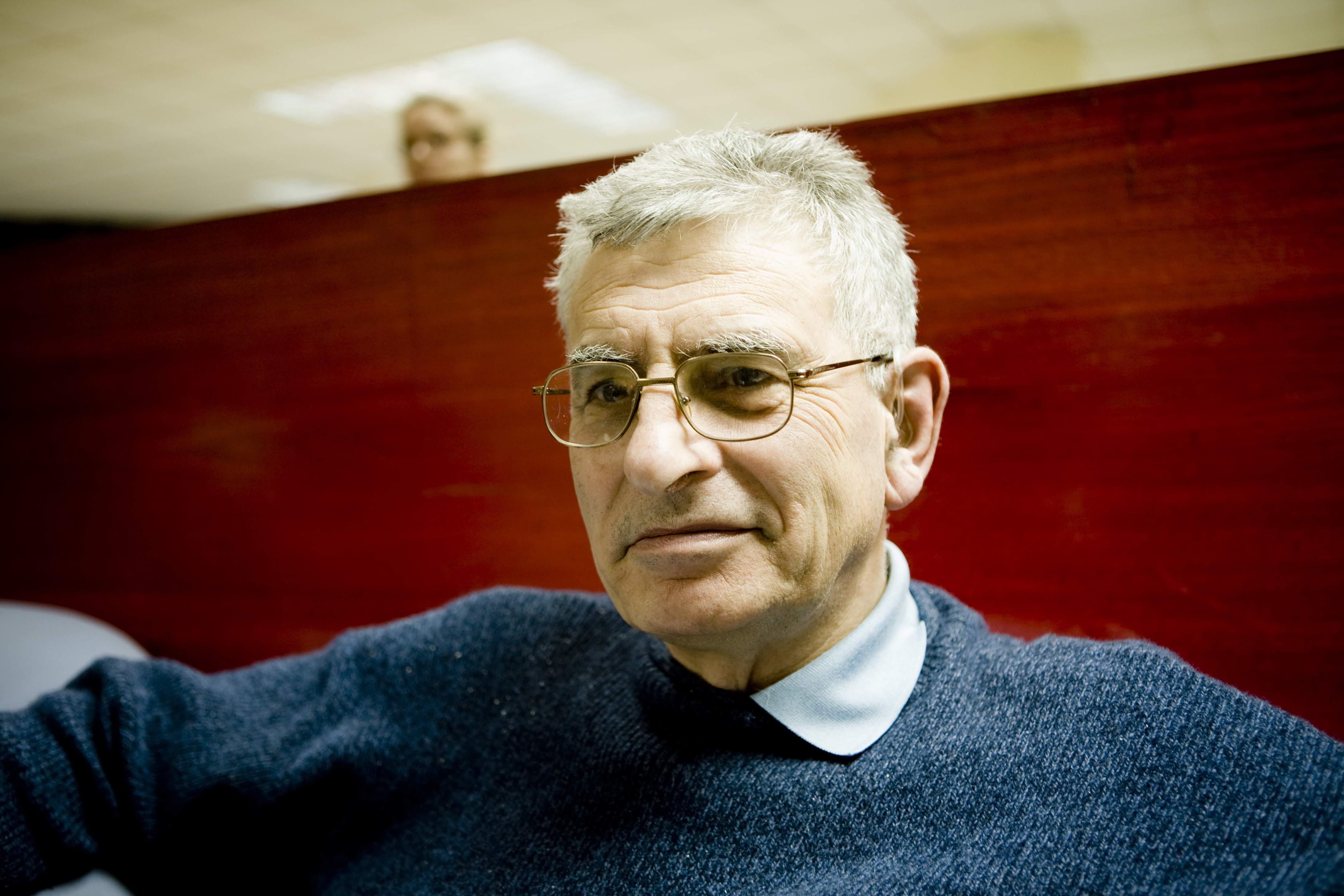
Chris Harman, 2007

Chris Harman (* 8. November 1942; † 7. November 2009 in Kairo) war ein britischer Journalist und politischer Aktivist. Er war Mitglied des Zentralkomitees der trotzkistischen Socialist Workers Party (SWP) und Herausgeber der Zeitschriften International Socialism und Socialist Worker.

## Leben
Harmans Familie gehörte zur Arbeiterklasse. Als Oberschüler in Watford schloss er sich im Jahr 1961 der trotzkistischen Socialist Review Group, dem Vorläufer der International Socialists (IS), an. Von 1962 bis 1965 besuchte er die Universität von Leeds und danach die London School of Economics (LSE), wo er bei Ralph Miliband eine unvollendet gebliebene Doktorarbeit begann. Er trug dazu bei, den Agitator, die Zeitschrift der Socialist Society der LSE, zu veröffentlichen. Im Jahre 1968 war er ein Führungsmitglied der IS und an der Vietnam Solidarity Campaign beteiligt. Dabei empörte es viele Linksradikale, als Harman bei einer Versammlung in der Londoner Conway Hall der South Place Ethical Society den vietnamesischen Revolutionsführer Hồ Chí Minh anklagte, den Führer der vietnamesisch-trotzkistischen Bewegung Tạ Thu Thâu im Jahre 1945 nach der Niederschlagung des Aufstands der Arbeiter in Saigon ermordet zu haben.
Harman wirkte für die IS und SWP als Theoretiker und Aktivist und schuf eine Anzahl von Büchern und Artikeln zu einem umfangreichen Spektrum von Themen. Er hat wesentlich zur Theorie des Rüstungskapitalismus beigetragen und zur Theorie des Staatskapitalismus als Kennzeichen der sogenannten sozialistischen Staaten, wie sie von dem Sozialisten Tony Cliff entwickelt worden war. Beinahe alle seine Schriften erschienen in den Veröffentlichungen der IS oder SWP oder in nahestehenden Verlagen wie z. B. Bookmarks. Harman war 1976–1977 der erste Herausgeber von Socialist Worker und übte diese Tätigkeit erneut von 1982 bis 2004 aus, als er damit anfing, das International Socialism Journal herauszugeben, die theoretische Vierteljahreszeitschrift der SWP.
Seine Arbeit The Fire Last Time (Dt.: 1968: Eine Welt in Aufruhr) über den Mai 1968 in Frankreich und andere Aufstände der Arbeiter und Studenten in den 1960er Jahren weltweit ist auch von der Rockband Rage Against the Machine im Covertext ihres Albums Evil Empire der Lektüre anempfohlen worden.
Harman arbeitete im Jahr 2004 mit der in Großbritannien gegründeten Partei Respect zusammen. Ihm wurde vorgeworfen, er habe die Terrororganisation Hamas im Gazastreifen unterstützt, weshalb er von Vertretern der trotzkistischen Third-Camp-Strömung kritisiert wurde.
Harman verfasste mit seiner Schrift The Prophet and the Proletariat (Dt.: Politischer Islam) eine Studie über den politischen Islam, seine politischen Schattierungen und wie die Linke sich darauf beziehen sollte.
Eins seiner bedeutendsten Werke ist Wer baute das siebentorige Theben. Wie Menschen ihre Geschichte machen (Engl.: Peoples History of the World). Hier geht er auf Grundlage marxistischer Theorie der Geschichte der Menschheit von den egalitären Gesellschaften, der Herausbildung von Klassengesellschaften in den ersten Zivilisationen bis zur Entstehung des Kapitalismus nach. Im Mittelpunkt steht immer die Frage nach den gesellschaftlichen Triebkräften, die Fortschritt, Stagnation oder auch Rückfall mit sich brachten.
Harman verstarb am 7. November 2009 nach einem Kreislaufstillstand während eines Vortrags auf der Socialist-Days-Konferenz des Zentrums für sozialistische Studien in Kairo.

## Publikationen
- Base and Superstructure, International Socialism 2 : 36, London, Sommer 1986, S. 3–44;
  - deutsch: Basis und Überbau, https://www.marxists.org/deutsch/archiv/harman/1986/xx/basueber.htm
- Education, capitalism and the student revolt, 1968
- Women′s Liberation and Revolutionary Socialism, International Socialism 2:23, Frühjahr 1984, S. 3–41.

- Russia: How the Revolution Was Lost, 19671, 1974
  - deutsch: Rußland: wie die Revolution scheiterte 19771, 3. Auflage 1989
- mit Dave Peers: Unemployment and how to fight it (with Dave Peers), 1971
- The struggle in Ireland, 1974
- Why Labour fails, 1979
- New technology and the struggle for socialism, 1979
- The summer of 1981: a post-riot analysis, 1981
- mit Duncan Hallas: Days of Hope: The General Strike of 1926, 1981
- Gramsci versus Reformism, 1983
- Explaining The Crisis: A Marxist Reappraisal, London 1984, ISBN 0-906224-11-X
- mit Alex Callinicos: The Changing Working Class: Essays on Class Structure Today, Bookmarks, London 1987, ISBN 0-906224-40-3
- mit Peter Binns und Tony Cliff: Russia: from workers' state to state capitalism, London 1987
- Class Struggles in Eastern Europe, 1945–1983 London 1988, ISBN 0-906224-47-0
- The Fire Last Time: 1968 And After, London 1988, ISBN 1-898876-35-5
  - deutsch: 1968: Eine Welt in Aufruhr, aus dem Englischen von Rosemarie Nünning, Frankfurt am Main 2008, ISBN 3-934536-13-1
- The revolutionary paper, 1991
  - deutsch: Revolutionäre Zeitung, aus dem Englischen von Stefan Bornost, Bearbeitet von Danijela Cenan, VGZA e. V., Edition aurora, Frankfurt a. M. 1998
- als Herausgeber: In The Heat of the Struggle: 25 Years of Socialist Worker, mit einer Einleitung von Paul Foot, 1993, ISBN 0-906224-94-2
- Economics Of The Madhouse: Capitalism and the Market Today, London 1995, ISBN 1-898876-03-7
  - deutsch: Der Irrsinn der Marktwirtschaft, 1999
- How Marxism Works, London 1997, ISBN 1-898876-27-4
  - deutsch: Das ist Marxismus, 19871, 4. Auflage 1998
- The Lost Revolution: Germany 1918–1923, London 1997, ISBN 1-898876-22-3
  - deutsch: Die verlorene Revolution: Deutschland 1918–1923, VGZA e. V., Frankfurt 1998
- Marxism And History: Two Essays, London 1998, ISBN 1-898876-31-2
- A People's History of the World, 1999
  - deutsch: Wer baute das siebentorige Theben? Wie Menschen ihre Geschichte machen, Band I bis III, aus dem Englischen von Rosemarie Nünning, Laika Verlag, Hamburg 2016.
- The Prophet And The Proletariat: Islamic fundamentalism, class and revolution, 19941, London 1999, ISBN 1-898877-18-1
  - deutsch: Politischer Islam, Frankfurt am Main 2012, 4. Auflage
- Workers of the World – Die Arbeiterklasse im 21. Jahrhundert, übersetzt aus dem Englischen von Thomas Walter, Edition aurora, Frankfurt am Main 2003, ISBN 3-934536-08-5
- Zombie Capitalism: Global Crisis and the Relevance of Marx, London 2009, ISBN 978-1-905192-53-3